# MBC 가요대제전
《MBC 가요대제전》은 대한민국의 방송사 MBC 예능본부에서 주최하는 연말 특집 가요 프로그램으로, 매년 12월 31일 밤에 생방송으로 열린다.

## 역사
1966년 12월 2일 문화방송 창사 5주년을 기념해 《10대 가수 청백전》이라는 이름으로 MBC 라디오를 통해 지금의 세종문화회관의 전신인 서울시민회관에서 생방송되었다. 당년에 왕성하게 활동한 10명의 가수를 선정한 뒤 그중 한 가수를 뽑아 '10대 가수왕'으로 시상하는 행사였다. 1969년 8월 텔레비전 방송 개국 이후 1970년 12월 2일부터는 라디오와 TV로도 방송되기 시작했다.
1972년 행사 직후 서울시민회관이 화재로 인하여 건물이 전소되자, 1973년부터 1987년까지 정동에 있었던 문화체육관에서 개최되었다. 1974년에는 방송 프로그램 이름이 《10대 가수 가요제》로 바뀌고 10월의 마지막 주 토요일에 열렸으나, 1975년에 한하여 문화방송이 경향신문과 합병된 것을 기념해 합병 기념일인 11월 1일에 열렸다. 1979년에는 10월의 마지막 토요일인 10월 27일에 열릴 예정이었으나 10.26사건으로 인해 그해 12월 31일로 연기된 것이 계기가 되어 그 후 매년 12월 31일에 열리게 되었다.
한때 1987년에는 《87 MBC 한국가요대제전》 1988년에는 《88 MBC 가요대제전》이라는 이름으로 방송되기도 했었다. 그 이유는 대상 수상자의 불참 때문이었다. 예외로 1988년에는 시상식 형태로 진행되었다. 특히 1988년부터 1989년까지 장충체육관에서 방송했다.
1989년 국회에서는 제5공화국 시절의 각종 비리를 규명하기 위한 청문회가 개최되었으며, 이는 전 국민의 이목을 집중시키는 중대한 사안으로 부상하였다. 이에 따라 주요 지상파 방송사들은 청문회 중계를 편성의 최우선 순위에 두었고, 그 여파로 인해 예년과 같이 연말에 생방송으로 진행되던 《10대 가수 가요제》는 방송 일정이 조정되어, 1990년 신년 연휴 기간 중 녹화 방송으로 대체되었다.
2005년 10대 가수로 선정된 대부분의 출연 예정 가수들이 불참하기로 결정함에 따라 10대 가수 가요제가 사실상 38년 만에 폐지되었고, 가수들에 대한 경합 시상이 없는 축제 형식으로 변경됨과 함께 《MBC 가요대제전》으로 명칭을 대체하여 12월 31일에 방송되었다. 2006년에는 임진각 평화누리에서 개최되었으며, 2007년부터는 일산 MBC 드림센터에서, 2014년부터 상암 MBC 2원 생방송으로 진행되었다. 지상파 방송 3사에서 가요대상 폐지 결정을 내려서 앞으로 이런 형태는 계속 유지될 것으로 보인다.
그러나 선정 과정이나 결과에 대한 공정성 시비를 비롯한 많은 문제점을 제기하면서 10대 가수 가요제를 폐지하고 1993년부터 1995년까지는 《MBC 한국가요제전》이라는 이름으로, 1996년부터 1997년까지는 《MBC 한국가요대제전》이라는 이름으로 방송되었다. '93년에는 청백전 형식으로 진행되었으며, '94년 최고 인기 가요상은 김건모의 〈핑계〉가, '95년 최고 인기 가요상은 서태지와 아이들의 컴백홈이 차지하였다. '96년에는 60년대부터 90년대까지의 대중가요 및 통일 노래 베스트 5를 소개하였고, '97년에는 축제 형식으로 진행되었다. '98년에는 《98 MBC 가요제전》이라는 이름으로 30세 이상, 30세 미만으로 구분하여 최고 인기 가수상을 시상하였다. 30세 이상 최고 인기 가수상은 김종환이, 30세 미만 최고 인기 가수상은 H.O.T.가 차지하였다.
1993년부터 신년전야 카운트다운이 포함되기 시작했으며, 매년 제야의 종 타종 실황을 생방송 도중에 중계하는 형식으로 진행되었다.
1990년부터 1993년까지는 잠실실내체육관에서, 1994년부터 1995년까지는 KBS 88체육관에서, 1996년에는 올림픽체조경기장에서, 1997년부터 1998년까지는 장충체육관에서 방송하였으며, 1999년에는 잠실학생체육관에서 방송하였고, 2000부터 2005년까지는 장충체육관에서 방송하였으며, 2011년에는 광명스피돔에서 방송하였다.
2024년 가요대제전은 당초 12월 31일에 개최할 예정이었지만, 제주항공 2216편 활주로 이탈 사고로 인한 국가적 변고가 발생한 관계로, 생방송이 아닌 녹화방송으로 대체되었으며, 이후 2025년 1월 29일과 1월 30일에 녹화 방송으로 편성되었다.
2025년 12월 31일부터 매년 생방송으로 다시 방송될 예정이다.

## 역대 MC

### 1976년 ~ 2005년
| 개최년도 | 공식 MC                                                        | 장소                  | 비고 |
| -------- | -------------------------------------------------------------- | --------------------- | ---- |
| 1976년   | 곽규석, 차인태                                                 | 문화체육관            |      |
| 1977년   | 변웅전, 차인태                                                 | 문화체육관            |      |
| 1978년   | 차인태, 정경수, 오영제                                         | 문화체육관            |      |
| 1979년   | 변웅전, 정경수                                                 | 문화체육관            |      |
| 1980년   | 변웅전, 정경수, 김혜현                                         | 문화체육관            |      |
| 1981년   | 변웅전, 정경수, 최경미                                         | 여의도 구 본사 공개홀 |      |
| 1982년   | 변웅전, 정경수, 최경미                                         | 문화체육관            |      |
| 1983년   | 이덕화, 홍광은                                                 | 문화체육관            |      |
| 1984년   | 이덕화, 박영희                                                 | 문화체육관            |      |
| 1985년   | 이덕화, 김보경                                                 | 여의도 구 본사 공개홀 |      |
| 1986년   | 이덕화, 송옥숙                                                 | 문화체육관            |      |
| 1987년   | 이덕화, 이혜숙                                                 | 장충동 장충체육관     |      |
| 1988년   | 이덕화, 조용원                                                 | 장충동 장충체육관     |      |
| 1989년   | 이덕화, 김희애                                                 | 장충동 장충체육관     |      |
| 1990년   | 이덕화, 김희애                                                 | 잠실실내체육관        |      |
| 1991년   | 차인태, 이영현                                                 | 잠실실내체육관        |      |
| 1992년   | 변웅전, 김희애                                                 | 잠실실내체육관        |      |
| 1993년   | 이덕화, 김희애                                                 | 88체육관              |      |
| 1994년   | 최수종, 김혜수                                                 | 88체육관              |      |
| 1995년   | 주병진, 이승연                                                 | 88체육관              |      |
| 1996년   | 한선교, 김희애                                                 | 올림픽공원 펜싱경기장 |      |
| 1997년   | 김승현, 이승연 (1부) 신동호, 신애라 (2부) 김국진, 김용만 (3부) | 장충동 장충체육관     |      |
| 1998년   | 이문세, 김혜수                                                 | 장충동 장충체육관     |      |
| 1999년   | 주병진, 이소라                                                 | 잠실학생체육관        |      |
| 2000년   | 류시원                                                         | 장충동 장충체육관     |      |
| 2001년   | 신동호, 소유진                                                 | 장충동 장충체육관     |      |
| 2002년   | 김용만, 장서희, 강호동                                         | 장충동 장충체육관     |      |
| 2003년   | 김용만, 하지원                                                 | 장충동 장충체육관     |      |
| 2004년   | 김용만, 한지혜, 한예슬                                         | 장충동 장충체육관     |      |
| 2005년   | 김용만, 유재석                                                 | 장충동 장충체육관     |      |

### 2006년 이후
| 개최년도 | 부제목 (서브 타이틀)  | 공식 MC                                                                                          | 장소                                                                | 비고 |
| -------- | --------------------- | ------------------------------------------------------------------------------------------------ | ------------------------------------------------------------------- | ---- |
| 2006년   | 빈칸                  | 김성주, 김제동                                                                                   | 사목리 임진각 내 평화누리공원                                       |      |
| 2007년   | 빈칸                  | 유재석, 정형돈, 정준하, 박명수, 노홍철, 하하, 윤은혜                                             | MBC 일산 드림센터, 사목리 임진각 내 평화누리공원                    |      |
| 2008년   | 빈칸                  | 김구라, 김민정, 유세윤, 윤종신, 김성주, 붐                                                       | MBC 일산 드림센터, 사목리 임진각 내 평화누리공원                    |      |
| 2009년   | 빈칸                  | 김구라, 이보영, 신정환                                                                           | MBC 일산 드림센터, 사목리 임진각 내 평화누리공원                    |      |
| 2010년   | 빈칸                  | 류시원, 티파니 (소녀시대), 유리 (소녀시대)                                                       | MBC 일산 드림센터                                                   |      |
| 2011년   | 빈칸                  | 조권 (2AM), 가인 (브라운 아이드 걸스), 이특, 강소라, 닉쿤 (2PM), 빅토리아, 이장우, 은정 (티아라) | 광명 스피돔, MBC 일산 드림센터                                      |      |
| 2012년   | The History of K-POP  | 이휘재, 서현 (소녀시대), 붐, 이준                                                                | MBC 일산 드림센터, 사목리 임진각 내 평화누리공원                    |      |
| 2013년   | 지금은 K-POP 시대     | 김성주, 박형식, 클라라, 정준하, 노홍철                                                           | MBC 일산 드림센터                                                   |      |
| 2014년   | B.I.G.I.N             | 김성주, 혜리, 이유리, 전현무, 소유                                                               | MBC 일산 드림센터, 상암동 MBC 본사 광장                             |      |
| 2015년   | 가요대백과            | 김성주, 윤아 (소녀시대), 정용화 (CNBLUE)                                                         | MBC 일산 드림센터, 상암동 MBC 공개홀                                |      |
| 2016년   | KOREAN MUSIC FESTIVAL | 김성주, 윤아 (소녀시대), 정용화 (CNBLUE), 김초롱                                                 | 일산 MBC 드림센터 공개홀, 상암동 MBC 공개홀, 강남 영동대로          |      |
| 2017년   | THE FAN               | 수호 (EXO), 윤아 (소녀시대), 차은우 (아스트로)                                                   | MBC 일산 드림센터                                                   |      |
| 2018년   | The Live              | 노홍철, 윤아 (소녀시대), 민호 (샤이니), 차은우 (아스트로), 김정현, 이영은                        | MBC 일산 드림센터, 상암동 MBC 공개홀, 사목리 임진각 내 평화누리공원 |      |
| 2019년   | THE CHEMISTRY         | 장성규, 윤아 (소녀시대), 차은우 (아스트로)                                                       | MBC 일산 드림센터, 상암동 MBC 공개홀, 롯데월드타워                  |      |
| 2020년   | THE MOMENT            | 장성규, 윤아 (소녀시대), 김선호                                                                  | 일산 드림센터 ST 6, 상암동 본사 방송센터 A 스튜디오                 |      |
| 2021년   | TOGETHER              | 장성규, 윤아 (소녀시대), 준호 (2PM)                                                              | 일산 드림센터 ST 6, 상암동 본사 방송센터 A 스튜디오                 |      |
| 2022년   | With Love             | 장성규, 윤아 (소녀시대), 준호 (2PM)                                                              | 일산 드림센터 ST 6, 상암동 본사 방송센터 A 스튜디오                 |      |
| 2023년   | 꿈의 기록             | 황민현, 윤아 (소녀시대), 민호 (샤이니)                                                           | MBC 일산 드림센터, 상암동 MBC 공개홀, 세종대로                      |      |
| 2024년   | WANNABE               | 민호 (샤이니), 윤아 (소녀시대), 도훈 (TWS)                                                       | 일산 드림센터 ST 6, 상암동 본사 방송센터 A 스튜디오                 |      |

## 역대 최고 인기상 수상자

### MBC 10대 가수 청백전 (1966~1973)
| 개최년도 | 수상자 / 곡목              |
| -------- | -------------------------- |
| 1966년   | 최희준 - 하숙생            |
| 1967년   | 이미자 - 엘레지의 여왕     |
| 1968년   | 이미자 - 여자의 일생       |
| 1969년   | 펄시스터즈 - 님아          |
| 1970년   | 이미자 - 그리움은 가슴마다 |
| 1971년   | 남진 - 마음이 고와야지     |
| 1972년   | 남진 - 님과 함께           |
| 1973년   | 남진 - 그대여 변치 마오    |

### MBC 10대 가수 가요제 1기 (1974~1992)
- 1988년은 'MBC 가요대제전'으로 개최하였다.

| 개최년도 | 수상자 / 곡목               |
| -------- | --------------------------- |
| 1974년   | 하춘화 - 난생 처음          |
| 1975년   | 송창식 - 왜 불러            |
| 1976년   | 송대관 - 해 뜰 날           |
| 1977년   | 혜은이 - 당신만을 사랑해    |
| 1978년   | 최헌 - 앵두                 |
| 1979년   | 혜은이 - 제3한강교          |
| 1980년   | 조용필 - 창밖의 여자        |
| 1981년   | 조용필 - 고추잠자리         |
| 1982년   | 이용 - 잊혀진 계절          |
| 1983년   | 조용필 - 나는 너 좋아       |
| 1984년   | 조용필 - 친구여             |
| 1985년   | 조용필 - 그대여             |
| 1986년   | 조용필 - 허공               |
| 1988년   | 주현미 - 신사동 그 사람     |
| 1989년   | 주현미 - 짝사랑             |
| 1990년   | 변진섭 - 희망사항           |
| 1991년   | 노사연 - 만남               |
| 1992년   | 서태지와 아이들 - 난 알아요 |

### MBC 한국가요제전 (1993~1997)
- 1993년에는 청백전 형식으로 진행[2]

| 개최년도 | 수상자 / 곡목                   |
| -------- | ------------------------------- |
| 1994년   | 김건모 - 핑계                   |
| 1995년   | 서태지와 아이들 - Comeback Home |

- 1996년에는 'MBC 한국가요대제전'이라는 명칭으로 축제 형식으로 진행 (방송 70년을 맞아 1960년대부터 1990년대까지의 대중가요 소개 및 통일 노래 설문조사)[3]

- 1997년에는 'MBC 한국가요대제전'이라는 명칭으로 축제 형식으로 진행

### MBC 가요제전 (1998) / MBC 10대 가수 가요제 2기 (1999~2004)
- 1998년부터 2001년까지 30대 이상 및 이하 최고 인기 가요상으로 시상
- 2002년부터 2005년까지 최고 인기 가수상으로 시상하였고 2005년부터 현재까지 MBC 가요대제전으로 개최하고있다.

| 개최년도 | 수상자 / 곡목              | 수상자 / 곡목               |
| 개최년도 | 30대 미만 최고 인기 가요상 | 30대 이상 최고 인기 가요상  |
| -------- | -------------------------- | --------------------------- |
| 1998년   | H.O.T. - 빛                | 김종환 - 사랑을 위하여      |
| 1999년   | 조성모 - For Your Soul     | 송대관 - 네박자             |
| 2000년   | 조성모 - 아시나요          | 태진아 - 사랑은 아무나 하나 |
| 2001년   | god - 길                   | 태진아 - 잘났어 정말        |

| 개최년도 | 수상자 / 곡목        |
| -------- | -------------------- |
| 2002년   | 장나라 - Sweet Dream |
| 2003년   | 이수영 - 덩그러니    |
| 2004년   | 이수영 - 휠릴리      |

### MBC 가요대제전 (2005~현재)
- 2006년부터 시상식이 폐지되었다.

| 개최년도 | 수상자 / 곡목       |
| -------- | ------------------- |
| 2005년   | 김종국 - 사랑스러워 |

## 타이틀 변천사
현재 타이틀은 2022년 기준으로 한다.
| 역대 (대수) | 타이틀               | 방송 기간       |
| ----------- | -------------------- | --------------- |
| 1대         | MBC 10대 가수 청백전 | 1966년 ~ 1973년 |
| 2대         | MBC 10대 가수 가요제 | 1974년 ~ 1986년 |
| 3대         | MBC 한국가요대제전   | 1987년          |
| 4대         | MBC 가요대제전       | 1988년          |
| 5대         | MBC 10대 가수 가요제 | 1989년 ~ 1992년 |
| 6대         | MBC 한국가요제전     | 1993년 ~ 1995년 |
| 7대         | MBC 한국가요대제전   | 1996년 ~ 1997년 |
| 8대         | MBC 가요제전         | 1998년          |
| 9대         | MBC 10대 가수 가요제 | 1999년 ~ 2004년 |
| 10대        | MBC 가요대제전       | 2005년          |
| 11대        | 대한민국 가요대제전  | 2006년          |
| 12대        | MBC 가요대제전       | 2007년 ~ 현재   |

## 현장 실황 중계
이원 생중계로 진행되었다.

### 보신각
- 1993년 오은실
- 1994년 신동호
- 1995년 김범도
- 1996년 김상호
- 1997년 김태희
- 1998년 미상
- 2000년 김경화
- 2001년 임경진
- 2002년 임경진
- 2003년 이윤석, 조정린
- 2004년 이윤석, 이윤지
- 2005년 붐, 오지은
- 2017년 박창현
- 2023년 미상

### 임진각 평화누리공원
- 2006~2008년 미상
- 2009년 오상진, 정가은
- 2011년 오승훈
- 2012년 이성배
- 2013년 김대호
- 2015년 서인
- 2018년 김정현, 이영은

### 영동대로 코엑스앞
- 2016년 김초롱

### 잠실 롯데월드타워 야외광장
- 2019년 미상

### 광화문 세종대로
- 2023년 미상

### 상암동 글로벌미디어센터
- 2014년 전현무, 소유

### 자체 지역방송
- 2010년대 ~ 현재 국채보상운동기념공원 달구벌타종 (대구문화방송)

## 신년전야 카운트다운 쇼
1969년부터 1992년까지 《가는 해 오는 해》를 편성하였다.
매년 신년전야를 통해서 1993년(오는 1994년)부터 1998년(오는 1999년)까지 카운트다운이 진행되었으며, 1999년(오는 2000년)에는 《2000 투데이》가 편성되었다.
2000년(오는 2001년)부터 2023년(오는 2024년)까지 다시 카운트다운이 이어졌으나, 2024년 발생한 제주항공 2216편 활주로 이탈 사고의 여파로, 예정되었던 방송은 진행되지 않았다. 이에 따라 특선영화 및 특선다큐멘터리가 긴급히 편성되었으며, 본 방송은 별도의 카운트다운 없이 송출되었다.
앞으로 2025년(오는 2026년)부터 다시 카운트다운이 함께 진행될 예정이다.
밤 11시 59분 50초를 기점으로, 출연진과 관객이 함께 "10, 9, 8, 7, 6, 5, 4, 3, 2, 1 (축포) 새해 복 많이 받으세요 (땡~)"라고 외쳤다.

- 1993년 첫 공식 카운트다운 시행. 제야의 종 타종 실황과 연계해 전국 생방송.
- 1995년 HD 방송 시스템 도입 준비로 무대 연출 확장.
- 2000년 밀레니엄 특별 무대 진행. 전 출연자 대합창과 함께 대형 LED 숫자 타이머 사용.
- 2002년 한일 월드컵 해의 마지막 방송으로 축제 분위기 고조. (필체)
- 2007년 3D 그래픽 효과 도입. 카운트다운 연출의 기술적 진화 시작.
- 2010년 K-POP 붐과 함께 아이돌 중심의 축제 분위기 강화.
- 2013년 20주년 기념 연출. 역사적 영상 클립 삽입.
- 2015년 SNS 실시간 반응 중계와 함께 시청자 참여형 카운트다운 도입.
- 2018년 초대형 LED 무대와 함께 360도 카메라 도입. 관객 몰입감 상승.
- 2020년 코로나19 무관중 비대면 진행. 온라인 카운트다운 시도.
- 2022년 아이돌 중심 무대 + 팬들과 온라인 동시 카운트다운 진행. (론진 마스터콜렉션)
- 2023년 팬 라이브 응원석 도입, 현장 참여자와 공동 카운트다운.

## 참고 사항
- 매년 12월 31일에는 《MBC 뉴스데스크》가 평소보다 앞당겨져, 저녁 8시에 방송되며, 이러한 편성 관행은 1980년대부터 지속되어 왔다.
- 1970년부터 1980년대 중반까지 MBC 라디오에서 TV를 통해 동시 수중계하였다.
- 1970년대부터 1992년까지 《MBC 10대 가수 가요제》 자체 BGM 노래하였다.

## 같이 보기
- KBS 가요대상
- KBS 가요대축제
- SBS 가요대전
- MBC 강변가요제
- MBC 대학가요제
- 쇼! 음악중심
- NHK 홍백가합전 - 일본 표준시 동시간대 프로그램